# Jaromil Jireš

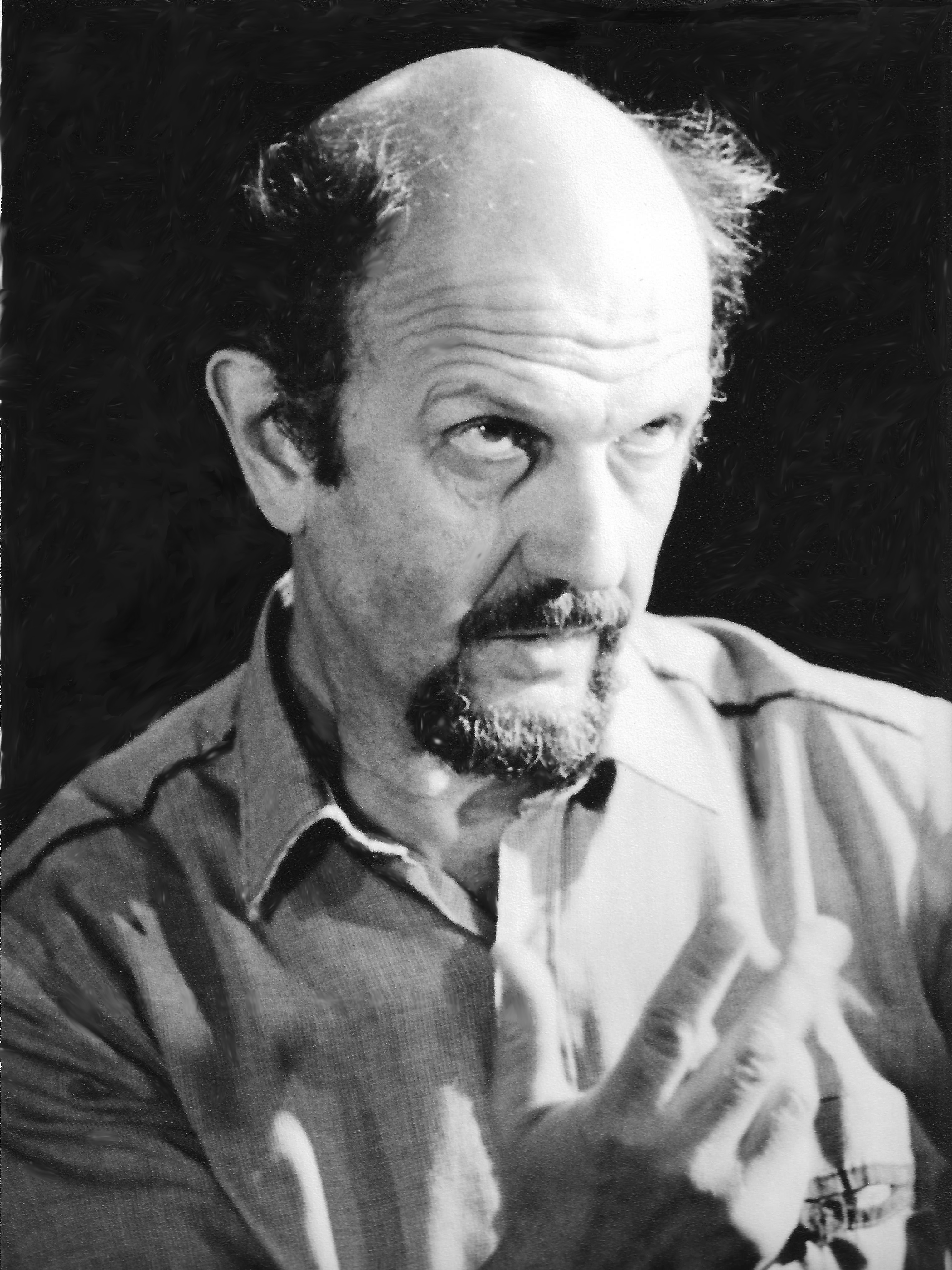
Jaromil Jireš (1986)

Jaromil Jireš (* 10. Dezember 1935 in Bratislava; † 24. Oktober 2001 in Prag) war ein tschechischer Regisseur und Drehbuchautor, der häufig mit der Tschechoslowakischen Neuen Welle in Verbindung gebracht wurde.

## Leben und Karriere
In den 1960ern wurde Jireš oft mit Zensoren konfrontiert, die seine Arbeit einschränkten. Sein Film Der Schrei (Křik) wurde 1964 beim Cannes Film Festival gezeigt. Der Schrei wurde oft als erster Film der Tschechoslowakischen Neuen Welle bezeichnet. Diese Bewegung ist bekannt für ihren dunklen Humor, die Einstellung von nicht professionellen Schauspielern und den „Kunst-Kino Realismus“.
Ein weiterer erfolgreicher Film von Jireš ist Žert. Dieser ist eine Adaption des Romans Der Scherz von Milan Kundera. Žert erzählt die Geschichte von Ludvik Jahn, einem Mann, der von der Kommunistischen Partei der Tschechoslowakei ausgeschlossen wurde, da er einen unangemessenen Witz gegenüber seiner Freundin machte. Als Heranwachsender wollte sich der Mann dafür rächen. Der Film wurde während der politischen Liberalisierungsbewegung während des Prager Frühlings produziert und enthielt viele Szenen, welche die kommunistische Führung kritisierten. Der Film wurde nach dem Einmarsch der Truppen der Warschauer-Pakt-Staaten veröffentlicht. Er hatte Erfolg in den Kinos, wurde aber von der kommunistischen Partei schnell aus selbigen verbannt. Amos Vogel schrieb, dass der Film wahrscheinlich die größte und erschütterndste Anklage des Totalitarismus aus einem kommunistischen Land sei.
Valerie – Eine Woche voller Wunder, spielt im frühen 19. Jahrhundert und basiert auf einem Roman von Vítězslav Nezval. Der Film wurde 1970 veröffentlicht. Es ist ein Film im Gothic Stil, der sich mit der Menstruation und dem sexuellen Erwachen eines 13-jährigen Mädchens befasst. Jireš Film Mladý muž a bílá velryba wurde auf dem elften Internationalen Filmfestival in Moskau gezeigt.
Nachdem die Sowjetunion die Tschechoslowakei besetzte, führte Jireš seine Arbeit im Land weiter, allerdings weniger kontrovers. 1971 war er Regisseur des Films My Love to the Swallows, in dem es um einen tschechischen Widerstandskämpfer im Zweiten Weltkrieg ging. Sein Film Unvollständige Finsternis wurde auf den 33. Internationalen Filmfestspielen in Berlin gezeigt. In den 80er und 90er Jahren drehte Jireš weitere Filme, inklusive Ballet- und Oper-Dokumentationen fürs Fernsehen.

## Filmografie
- 1958: Horečka (Kurzdokumentation, Regisseur und Drehbuchautor)
- 1959: Strejda (Kurzfilm, Regisseur und Drehbuchautor)
- 1960: Stopy (Kurzfilm, Regisseur)
- 1960: Sál ztracených kroků (Kurzfilm, Regisseur und Drehbuchautor)
- 1962: Don Špagát (Kurzfilm, Regisseur)
- 1964: Der Schrei (Křik) (Regisseur und Drehbuchautor)
- 1965: Das Blockhaus (Srub) (Kurzfilm, Regisseur und Drehbuchautor)
- 1966: Perlen auf dem Meeresgrund (Perličky na dně) (Episode "Romance", Regisseur und Drehbuchautor)
- 1966: Občan Karel Havlíček (Kurzfilm, Regisseur)
- 1967: Hra na krále (Kurzfilm, Regisseur und Drehbuchautor)
- 1968: Don Juan 68 (Kurzfilm, Regisseur und Drehbuchautor)
- 1969: Der Scherz (Žert) (Regisseur und Drehbuchautor)
- 1969: Tribunál (Kurzdokumentation, Regisseur und Drehbuchautor)
- 1969: Dědáček (Kurzdokumentation, Regisseur und Drehbuchautor)
- 1969: Cesta do Prahy Vincence Mostka a Simona Pesla z Vicnova l.p. 1969 (Kurzfilm, Regisseur und Drehbuchautor)
- 1970: Valerie – Eine Woche voller Wunder (Valerie a týden divů) (Regisseur und Drehbuchautor)
- 1972: ...und ich grüße die Schwalben (...a pozdravuji vlastovky) (Regisseur und Drehbuchautor)
- 1973: Leoš Janáček (Fernsehfilm, Regisseur und Drehbuchautor)
- 1974: Menschen der Metro (Lidé z metra) (Regisseur und Drehbuchautor)
- 1974: Kasař (Kurzfilm) (Regisseur und Drehbuchautor)
- 1974: Il divino Boemo (Kurzfilm, Regisseur und Drehbuchautor)
- 1976: Die Insel der Silberreiher (Fernsehfilm, Regisseur und Drehbuchautor)
- 1977: Talíře nad Velkým Malíkovem (Regisseur und Drehbuchautor)
- 1979: Mladý muž a bílá velryba (Regisseur und Drehbuchautor)
- 1979: Zápisník zmizelého (Fernsehfilm, Regisseur und Drehbuchautor)
- 1980: In Sachen Kaninchen (Causa králík) (Regisseur)
- 1980: Flucht nach Hause (Útěky domů) (Regisseur und Drehbuchautor)
- 1980: Svět Alfonse Muchy (Regisseur)
- 1980: Bohuslav Martinů (Fernsehfilm, Regisseur)
- 1981: Opera ve vinici (Regisseur und Drehbuchautor)
- 1982: Kouzelná Praha Rudolfa II (Fernsehfilm, Regisseur)
- 1983: Die unvollständige Finsternis (Neúplné zatmení) (Regisseur und Drehbuchautor)
- 1984: Katapult (Regisseur und Drehbuchautor)
- 1984: Die verlängerte Zeit (Prodlouzený cas) (Regisseur und Drehbuchautor)
- 1985: Miloš Forman – Das Kuckucksei (Fernsehdokumentation, Regisseur und Drehbuchautor)
- 1986: Lev s bílou hřívou (Regisseur und Drehbuchautor)
- 1987: Sidney Lumet: I Love New York (Fernsehdokumentation, Regisseur und Drehbuchautor)
- 1987: O Háderunovi a víle Elóře (Fernsehfilm, Regisseur und Drehbuchautor)
- 1987: Po zarostlem chodníčku (Dokumentation, Regisseur)
- 1988: Naděje má hluboké dno (Fernsehfilm, Regisseur)
- 1989: Der Falkenkönig (Jestřábí moudrost) (Drehbuchautor)
- 1990: Antonín Dvořák (Fernsehserie, Regisseur)
- 1991: F. Murray Abraham (Fernsehdokumentation, Regisseur und Drehbuchautor)
- 1991: Das Labyrinth (Labyrint) (Regisseur)
- 1991: Beschreibung eines Kampfes (Regisseur)
- 1992: Requiem für die Überlebenden (Rekviem za ty, kteří přežili) (Dokumentation, Regisseur und Drehbuchautor)
- 1992: Hudba a víra (Fernsehdokumentation, Regisseur und Drehbuchautor)
- 1992: Hudba a bolest (Fernsehdokumentation, Regisseur und Drehbuchautor)
- 1992: A jsou-li tu andělé (Fernsehfilm, Regisseur)
- 1994: Helimadoe (Regisseur)
- 1995: Učitel tance (Regisseur)
- 1999: Dvojrole (Regisseur und Drehbuchautor)